# نموذج مكنزي 7S
نموذج مكنزي 7S هو إطار تحليلي إداري طوّرته شركة مكنزي وشركاؤها في أواخر سبعينيات القرن العشرين، بهدف دراسة كيفية تفاعل العوامل التنظيمية الداخلية في المؤسسات. يعتمد النموذج على فرضية مفادها أن نجاح أي منظمة لا يعتمد على العناصر الفردية فقط، بل على مدى تكاملها وتناسقها. يتكوّن النموذج من سبعة عناصر مترابطة، تشمل مكونات مادية وغير مادية تؤثر في أداء المنظمة وتوجهاتها.

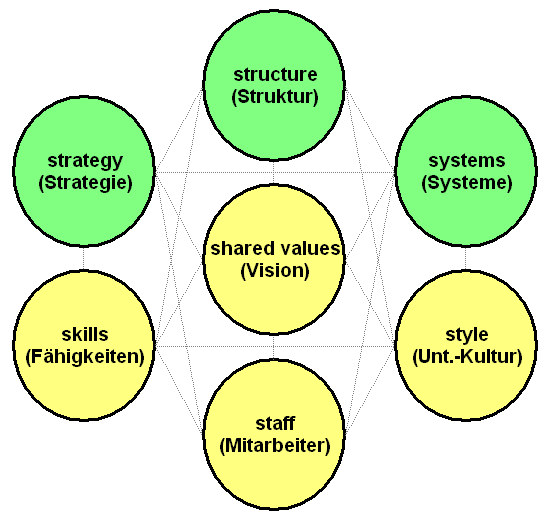
العوامل السبعة لنموذج مكنزي 7S: تصور بصري يشرح الترابط بين العناصر

## مكونات نموذج مكنزي 7S
ينقسم نموذج مكنزي 7S إلى سبعة عناصر رئيسية تُقسم بدورها إلى فئتين:
- عناصر "صلبة" يسهل تحديدها وتغييرها، وهي: الاستراتيجية، الهيكل، والأنظمة.
- عناصر "ناعمة" يصعب قياسها بدقة، وتشمل: القيم المشتركة، الأسلوب، العاملون، والمهارات.

1. الاستراتيجية: تُشير إلى الخطط طويلة الأجل التي تعتمدها المؤسسة لتحقيق أهدافها. تشمل الاستراتيجية تحديد مجالات العمل، وتوجهات النمو، وطرق التكيف مع المتغيرات البيئية. يشترط في الاستراتيجية الفعالة أن تكون واقعية، قابلة للتنفيذ، ومتكاملة مع باقي عناصر النموذج.[3]
2. الهيكل التنظيمي: يشير الهيكل التنظيمي إلى الكيفية التي يُنظَّم بها الأفراد داخل المؤسسة، من حيث توزيع المهام والمسؤوليات، وتنظيم العلاقات بين الوحدات المختلفة. ويُعد من العناصر المحورية في تحديد كيفية استجابة المؤسسة للتحديات الداخلية والخارجية. في إطار نموذج مكنزي 7S، يُنظر إلى الهيكل بوصفه مكونًا ديناميكيًا ينبغي أن يتكيف مع التغيرات في الاستراتيجية والسياق البيئي. وتدعم النظريات الإدارية، مثل النظرية البيروقراطية التي وضعها ماكس فيبر، أهمية تصميم الهيكل التنظيمي بما يعزز الكفاءة ويحقق وضوحًا في خطوط السلطة والتنسيق.
3. الأنظمة: تشمل الأنظمة الإجراءات والعمليات التي تنظّم العمل اليومي داخل المؤسسة، مثل نظم المعلومات، والإجراءات الإدارية، وآليات تقييم الأداء. تُعد هذه الأنظمة بمثابة البنية التحتية التشغيلية التي تضمن الاتساق في تنفيذ المهام وتُسهِم في التنسيق بين مختلف وحدات المؤسسة. وفي سياق نموذج مكنزي، تُشبه الأنظمة الجهاز العصبي الذي يربط بين مكوناته، ويؤثر في أدائها الجماعي.
4. الأسلوب: يرتبط الأسلوب بطبيعة القيادة السائدة في المؤسسة، وبكيفية تفاعل القادة مع الموظفين وإدارة الأداء والتواصل التنظيمي. يعبّر هذا العنصر عن الثقافة الإدارية التي تنتهجها المؤسسة، ويتأثر بنظريات القيادة المختلفة، مثل القيادة التحويلية التي تركز على التحفيز وتطوير الأفراد. ويُسهم الأسلوب في بناء مناخ تنظيمي داعم ينسجم مع القيم والاستراتيجية.
5. الموظفون (العاملون): يتناول هذا العنصر الكفاءات البشرية داخل المؤسسة، من حيث المهارات والخبرات والتوزيع الوظيفي. كما يشمل السياسات المعتمدة في استقطاب وتطوير العاملين، انطلاقًا من أهمية الموارد البشرية في تحقيق الأهداف التنظيمية. ويُستند في ذلك إلى مفاهيم مثل "رأس المال الفكري"، التي تبرز أهمية تمكين الأفراد بوصفهم عنصرًا أساسيًا في نجاح المؤسسة.
6. المهارات :تشير المهارات إلى القدرات الجوهرية التي تتمتع بها المؤسسة والعاملون فيها، والتي تُعد ضرورية لتنفيذ الاستراتيجية بكفاءة. تشمل هذه المهارات المعرفة التقنية، والمهارات القيادية، وغيرها من الخبرات التي تميز المؤسسة عن غيرها. يُنظر إلى المهارات باعتبارها موردًا ديناميكيًا يتطور بمرور الوقت، وترتبط بتنمية الموارد البشرية، كما توضحه النظريات الإنسانية مثل نظرية ماسلو، التي تؤكد دور تحفيز الأفراد في تعزيز الأداء المؤسسي.دور هرم ماسلو في فهم وتحفيز المهاراتو ا لموظفين ضمن نموذج مكنزي 7

دور هرم ماسلو في فهم وتحفيز المهاراتو ا لموظفين ضمن نموذج مكنزي 7

7. القيم المشتركة: تقع في قلب النموذج، ، وتمثل القيم المشتركة المبادئ الأساسية التي تشكّل ثقافة المؤسسة وتوجّه سلوك العاملين فيها وقراراتهم اليومية. تُعد هذه القيم ركيزة أساسية لتحقيق الرؤية والرسالة التنظيمية، وتؤثر بشكل مباشر في الانسجام الداخلي والهوية المؤسسية. وتُعتبر المحرك الرئيس للثقافة التنظيمية، حيث تحدد ما هو مقبول أو مرفوض داخل بيئة العمل. وتؤكد النظريات الثقافية، وعلى رأسها نظرية إدغار شاين، أهمية هذه القيم في بناء السلوك التنظيمي وتعزيز التكامل بين الأفراد والمنظمة.[4][5]

## الاستخدامات
لتطبيق هذا النموذج، يجب على المنظمة أولاً تحليل الوضع الحالي في جميع العوامل السبعة. بعد ذلك، يمكن تحديد الفجوات أو الاختلالات بين العوامل المختلفة وتحديد المجالات التي تحتاج إلى تحسين أو تعديل. كما يمكن استخدام هذا النموذج في إدارة التغيير والتخطيط الاستراتيجي، حيث يساهم في تحقيق التناغم بين جميع الجوانب التنظيمية. 

## نماذج مكملة
يُعتبر نموذج ماكينزي 7S أداة فعّالة لتحليل التفاعل بين العوامل التنظيمية الداخلية، لكنه ليس النموذج الوحيد المتاح لفهم المنظمات أو تطويرها. هناك العديد من النماذج الإدارية الأخرى التي توفر رؤى مكملة أو بديلة، ويتم اختيارها حسب طبيعة السياق التنظيمي وأهداف التحليل.
- نموذج بورتر للقوى الخمس: يُركّز هذا النموذج على البيئة التنافسية الخارجية، مما يجعله مناسبًا لتقييم التحديات والفرص الخارجية التي قد تؤثرعلى الاستراتيجية التنظيمية، وهي أحد العناصر السبع لنموذج مكنزي. يمكن للمنظمات استخدام هذا النموذج لتحسين فهم السوق والبيئة التنافسية بجانب استخدام نموذج مكنزي لتحليل التحديات الداخلية.[8]

- تحليل SWOT: يتميز هذا النموذج ببساطته في تحليل نقاط القوة والضعف الداخلية، والفرص والتهديدات الخارجية. عند دمجه مع نموذج مكنزي 7S، يُمكن للمنظمة تطوير خطة استراتيجية شاملة تجمع بين الفحص الداخلي والخارجي.[9]

- إطار العمل المتوازن (Balanced Scorecard): يُكمّل هذا النموذج التركيز الداخلي لنموذج مكنزي من خلال مراقبة الأداء التنظيمي عبر أربعة أبعاد رئيسية: المالية، العملاء، العمليات الداخلية، والتعلم والنمو. يتيح هذا الدمج للمؤسسات التركيز على أهداف متعددة في وقت واحد، مما يدعم التكامل بين الاستراتيجية والنتائج.[10]

- نموذج ADKAR لإدارة التغيير: في حين يركز نموذج ماكينزي على العوامل التنظيمية على مستوى المؤسسة، يعالج نموذج ADKAR التحديات المتعلقة بإدارة التغيير على المستوى الفردي، ويُعد أداة فعالة لتطبيق استراتيجيات التغيير التي يُمكن تحليلها باستخدام نموذج ماكينزي.[11]

## الأهمية
يعد هذا النموذج أداة هامة في إدارة التغيير، حيث يساعد المنظمات على ضمان توافق استراتيجياتها، هيكلها، والموارد البشرية مع أهدافها الكبرى. كما يساعد في معالجة أي خلل أو فجوة بين العوامل السبعة التي قد تؤثرعلى فعالية العمليات التنظيمية. 

## انتقادات
على الرغم من شعبية نموذج مكنزي 7S واستخدامه الواسع في الإدارة والتخطيط الاستراتيجي، فقد انتقده العديد من الباحثين، بمن فيهم هنري مينتزبرغ في مقالته الشهيرة "صعود وسقوط التخطيط الاستراتيجي" (The Rise and Fall of Strategic Planning) ، المنشورة في مجلة Harvard Business Review. يشير مينتزبرغ إلى أن النموذج يعاني من تعقيد تطبيقه، خاصة في المؤسسات الكبيرة والمتعددة الأفرع، حيث يصبح تحقيق التناغم بين العناصر السبع تحديًا كبيرًا. كما أشار إلى أن النموذج يفترض ثباتًا نسبيًا في العلاقات بين هذه العناصر، وهو ما قد لا يتماشى مع الديناميكيات السريعة والمتغيرة للبيئات التنظيمية الحديثة. ورغم هذه الانتقادات، يظل النموذج أداة مفيدة لفهم التفاعلات الداخلية وتعزيز التكامل بين المكونات التنظيمية، مما يجعله مرجعًا رئيسيًا في الدراسات الإدارية.

## وصلات خارجية
- McKinsey & Company Official Website: 7S Framework Overview
- The Prosci ADKAR® Model | Prosci

The Balanced Scorecard Institute - Balanced Scorecard Institute
- Porter's Five Forces Explained and How to Use the Model